# Picumninae
Sous-famille
Les picumnes sont des petits oiseaux proches des pics constituant la sous-famille des Picumninae (ou picumninés en français).

## Description
Les picumnes sont des petits pics originaires principalement des forêts d'Amérique du Sud (on n'en rencontre que trois espèces en Asie et seulement une en Afrique). Comme la plupart des vrais pics, ce sont des zygodactyles mais leurs rectrices sont plus molles et arrondies que celles des pics. Pour cette raison, on les observe plus souvent perchés qu'accrochés aux troncs des arbres. Comme les pics, ils ont aussi une langue allongée, mais leur bec est moins pointu et moins long. Ils recherchent de préférence leurs proies  dans les troncs en décomposition. Pour nicher, ils réutilisent souvent des cavités abandonnées par les pics.

## Liste alphabétique des genres
- Nesoctites Hargitt, 1890
- Picumnus Temminck, 1825 ; y compris Vivia Hodgson, 1837
- Sasia Hodgson, 1837 ; y compris Verreauxia Hartlaub, 1856.

## Listes des espèces
D'après la classification de référence (version 2.2, 2009) du Congrès ornithologique international (ordre phylogénique) :